# Natalja Sjelichova
Natalja Aleksejevna Sjelichova (ryska: Ната́лья Алексе́евна Ше́лихова), född 1762, död 1810, var en rysk företagsledare. Hon var gift med Grigorij Sjelichov, grundaren av Ryska Amerika, och själv grundare av Rysk-amerikanska kompaniet. Vid sin makes död 1795 tog hon över hans pälshandelsföretag, Sjelichov-Golikov, med bas i Irkutsk, och genom förhandlingar med ryska myndigheter omvandlade hon detta till Rysk-amerikanska kompaniet år 1799. 